# Encoelia glauca
Encoelia glauca är en svampart som beskrevs av Dennis 1975. Encoelia glauca ingår i släktet Encoelia och familjen Sclerotiniaceae.   Inga underarter finns listade i Catalogue of Life.